# John Rillie
John Rillie, né le 4 novembre 1971 à Toowoomba, en Australie, est un joueur australien de basket-ball, évoluant au poste de meneur.

## Carrière

### Palmarès
- Champion d'Océanie 2003